# Reprezentacja Zjednoczonych Emiratów Arabskich w piłce nożnej mężczyzn
Reprezentacja Zjednoczonych Emiratów Arabskich – drużyna sportowa piłki nożnej, reprezentująca Zjednoczone Emiraty Arabskie w meczach i turniejach międzynarodowych.

## Mistrzostwach Świata
- 1978 – Wycofała się z kwalifikacji
- 1982 – Nie brała udziału
- 1986 – Nie zakwalifikowała się
- 1990 – Faza grupowa
- 1994 – 2022 – Nie zakwalifikowała się

## Pucharze Azji
- 1976 – Nie brała udziału
- 1980 – Faza grupowa
- 1984 – Faza grupowa
- 1988 – Faza grupowa
- 1992 – IV miejsce
- 1996 – II miejsce
- 2000 – Nie zakwalifikowała się
- 2004 – Faza grupowa
- 2007 – Faza grupowa
- 2011 – Faza grupowa
- 2015 – III miejsce
- 2019 – Półfinał (III miejsce) (jako gospodarz)
- 2023 – 1/8 finału

## Puchar Konfederacji
- 1992 - 1995 - nie brały udziału
- 1997 - Faza grupowa
- 1999 - 2017 - nie brały udziału